# Ітцего
Ітцего (нім. Itzehoe) — місто в Німеччині, розташоване в землі Шлезвіг-Гольштейн. Адміністративний центр району Штайнбург.
Площа — 28,03 км2. Населення становить 31 796 ос. (станом на 31 грудня 2020).
Поряд з містом проходить автобан .

## Галерея

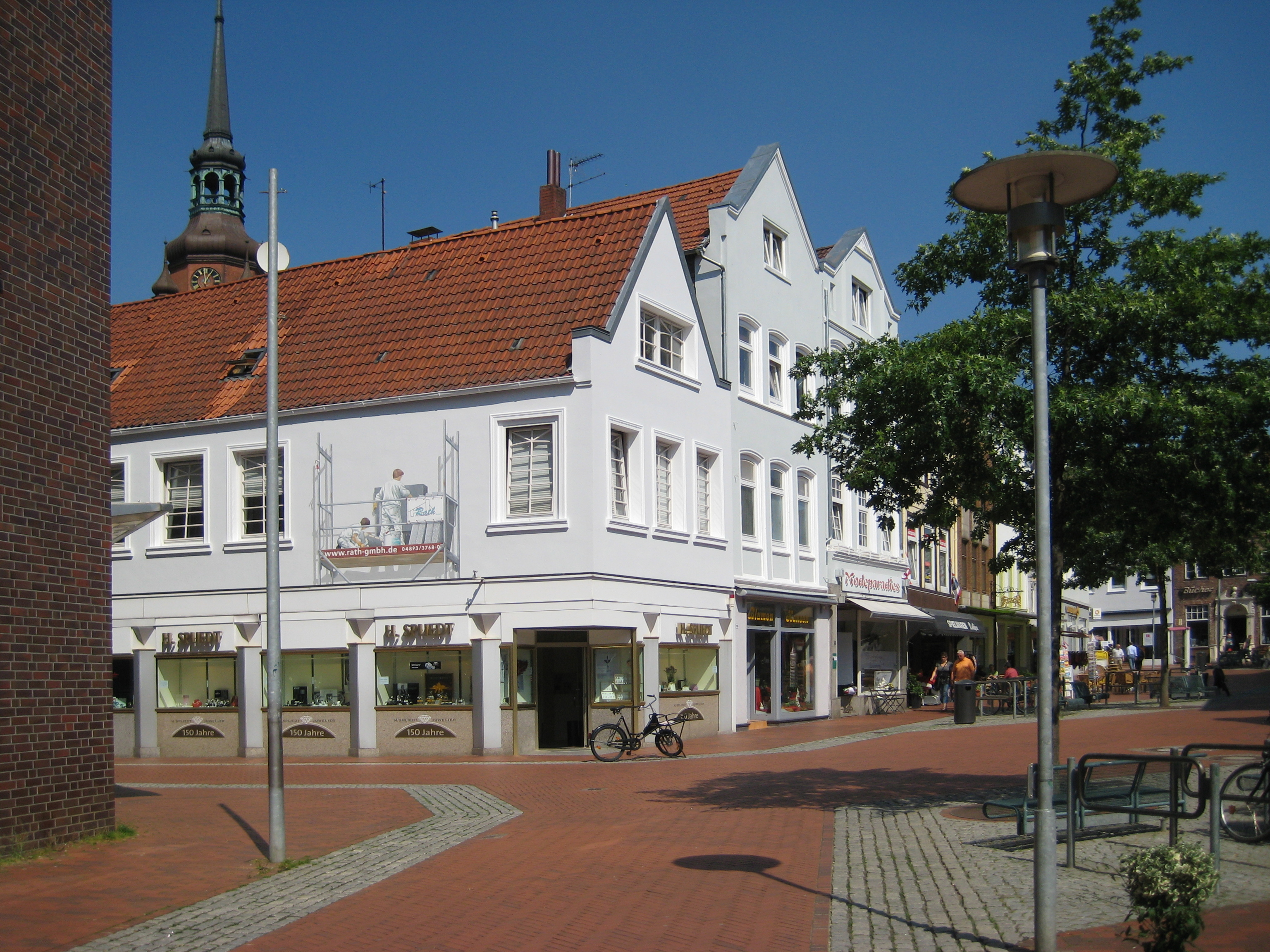
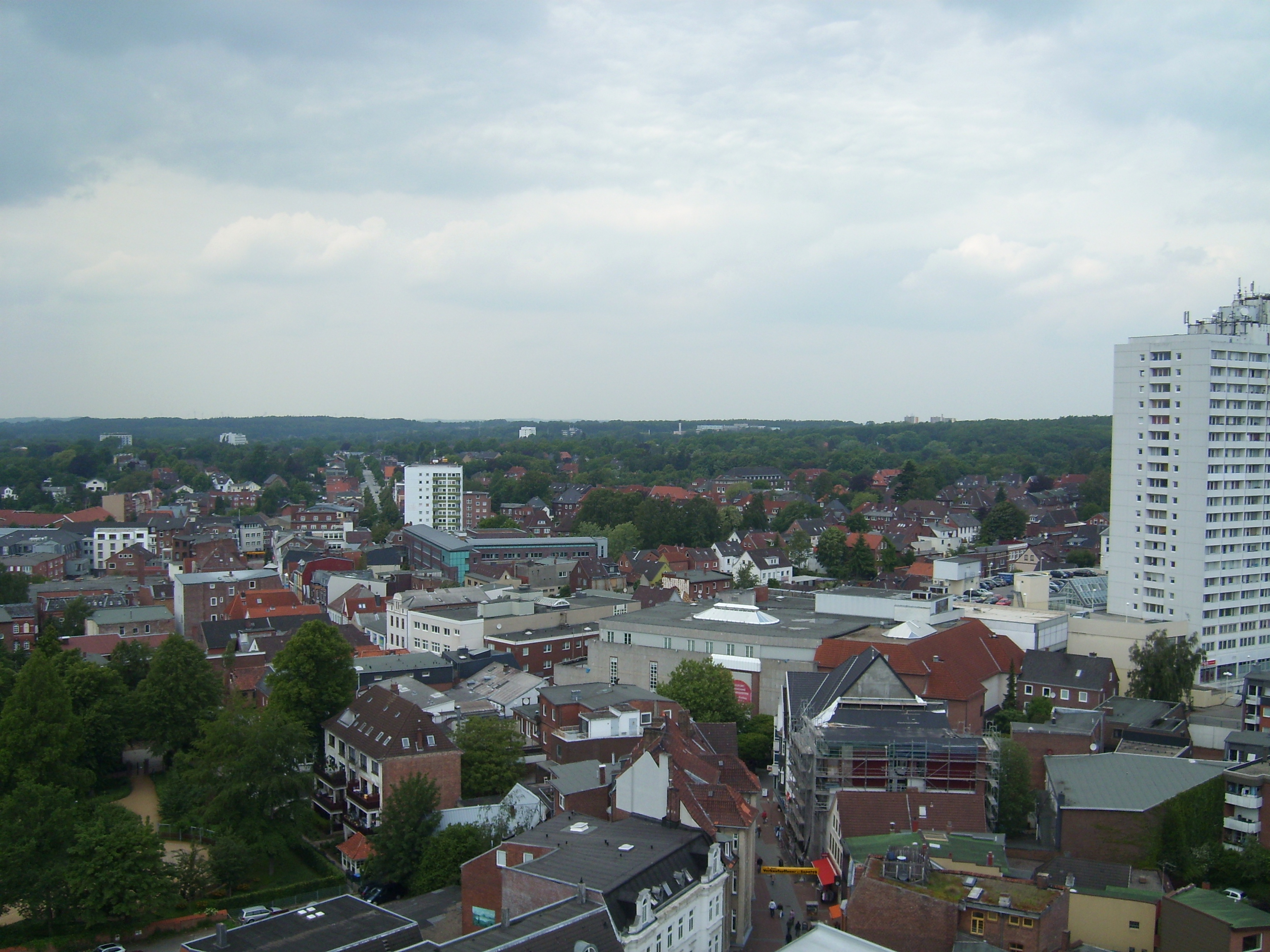
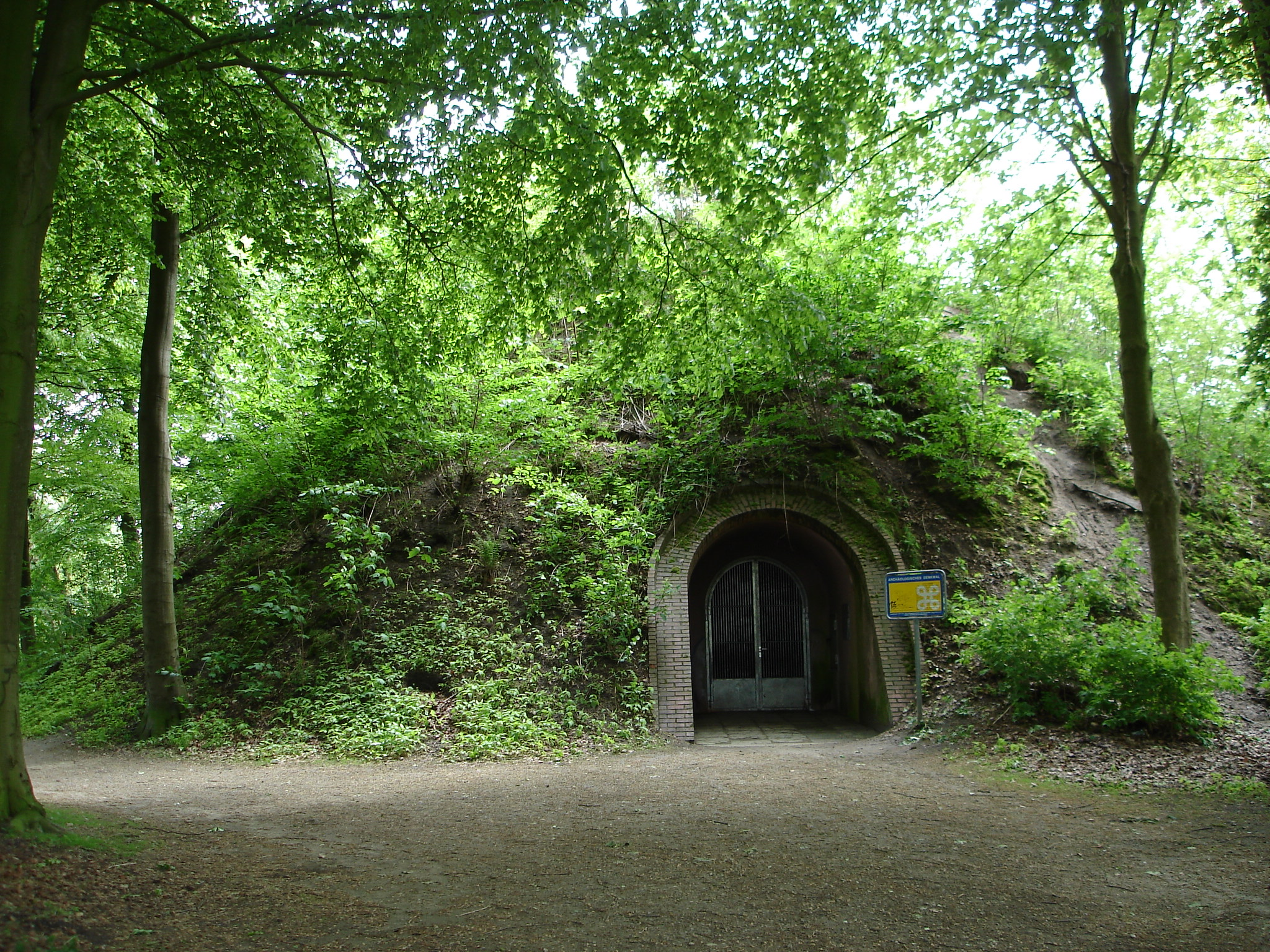
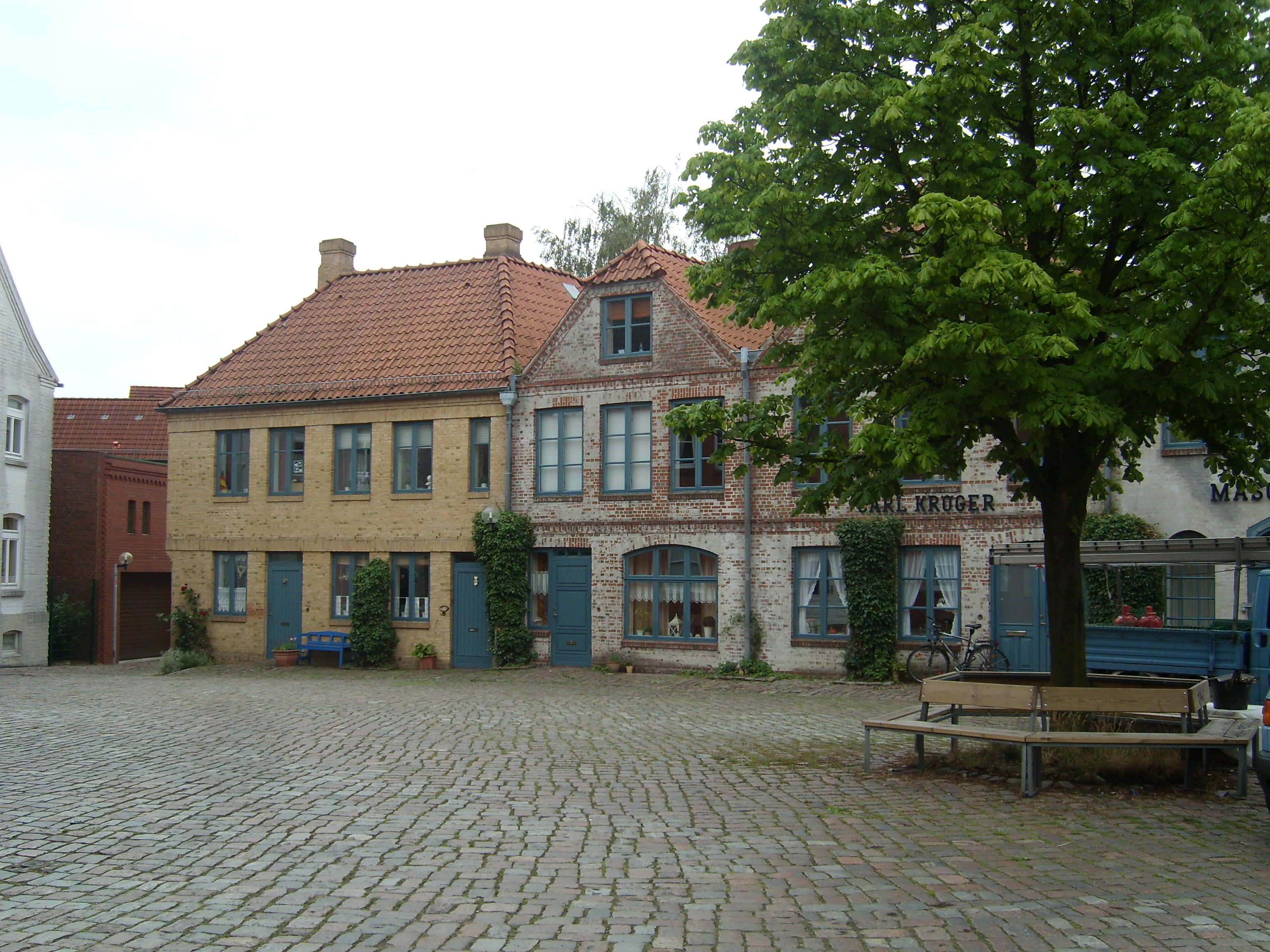
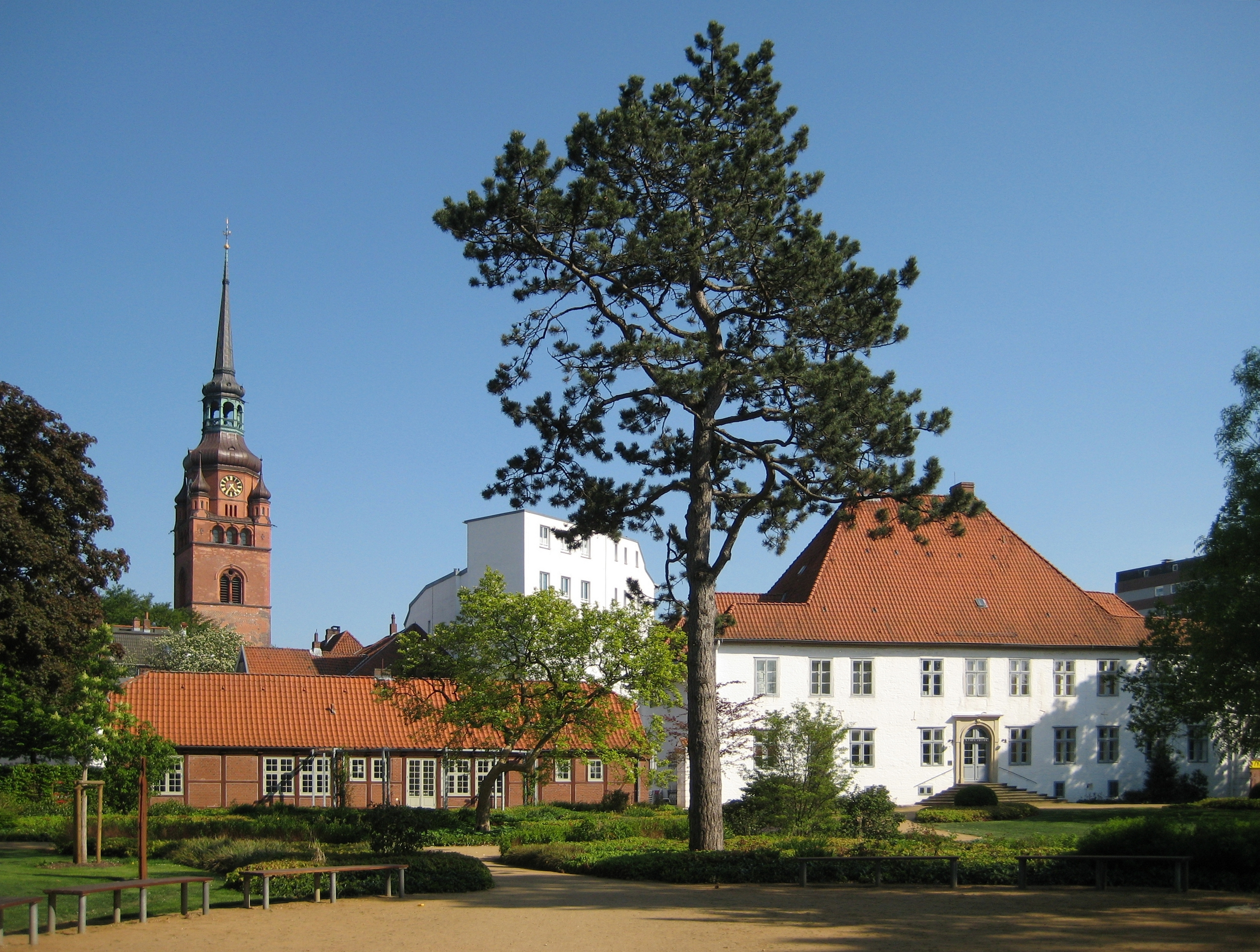
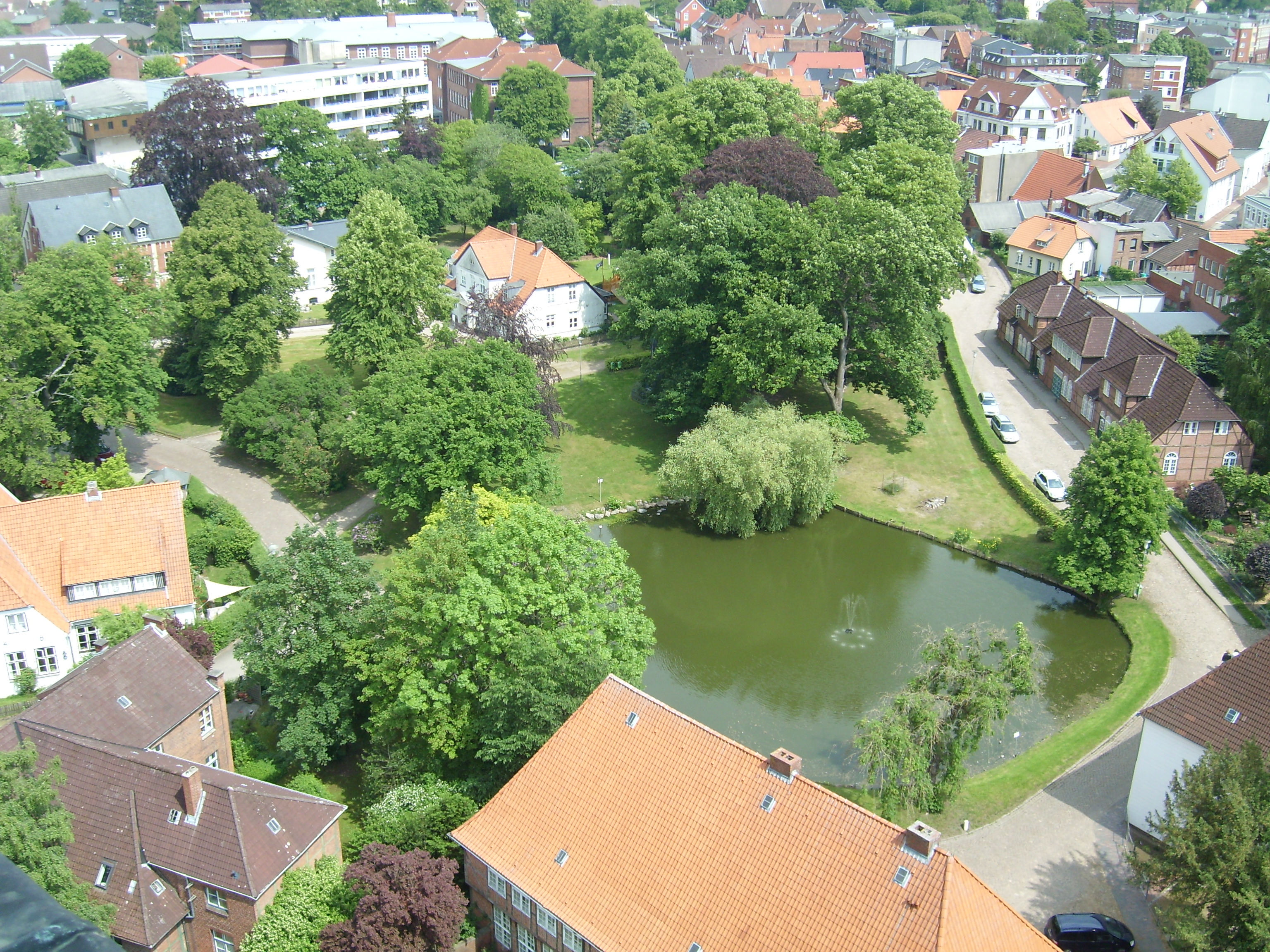